# Velykyj Luh nationalpark
Velykyj Luh nationalpark (ukrainska: Великий Луг, Velykyi Luh ungefär Storängarna) är en nationalpark, belägen i ett stäpplandskap söder om vattenreservoaren Kakhovka i sydöstra Ukraina. Ängarna och vassbäddarna i området är populära bland migrerande fåglar i Östeuropa. Nationalparken är belägen i det administrativa distriktet Vasylivka rajon i provinsen Zaporizjzja oblast.